# Милн, Джон
Джон Милн (Мильн) (англ. John Milne; 30 декабря 1850, Ливерпуль, Великобритания — 31 июля 1913, остров Уайт, Великобритания) — британский геолог, ставший одним из основоположников сейсмологии.

## Биография
Окончил Королевский колледж Лондона и Королевскую горную школу.
В 1873—74 годах разведывал месторождения угля на Ньюфаундленде, также в этот период участвовал как геолог в исследовательской экспедиции на Синайском полуострове.
В 1875 году отправился в Японию, где стал преподавателем геологии в Императорском техническом колледже в Токио. В Японию он добирался через Российскую империю (через Сибирь); позднее Милн опубликовал путевые очерки о своем путешествии. С 1877 года он занимался исследованием вулканов Японии, его также интересовали землетрясения, которые часто происходили в Японии. В 1880 году он создал горизонтальный маятниковый сейсмограф для регистрации землетрясений. В 1895 году пожар уничтожил дом и лабораторию Милна в Токио, и он со своей женой-японкой вернулся в Великобританию.
В Великобритании Милн с семьёй и своим японским ассистентом Синобу Хирото поселился вблизи Ньюпорта на острове Уайт, где за свой счёт создал первую в Великобритании сейсмологическую станцию (ещё один сейсмограф был размещён в замке Карисбрук поблизости).
Милн стал всемирно известным учёным-сейсмологом. В Японии высоко оценили его научные заслуги — император Мэйдзи наградил его Орденом Восходящего Солнца, а Токийский университет избрал своим почётным профессором.
Однако Милн страдал от заболевания почек, его состояние ухудшалось, и в 1913 году в возрасте 62 лет он скончался.

## Память
В честь Джона Милна был назван вулкан Мильна на острове Симушир.